# Třída Admiralen
Třída Admiralen (Admiralenklasse) byla třída torpédoborců nizozemského královského námořnictva. Celkem bylo postaveno osm jednotek této třídy. Ve službě byly v letech 1928–1942. Všechny lodě bojovaly ve druhé světové válce a byly v ní potopeny.

## Stavba
Třída byla vyvinuta jako náhrada zastaralých prvoválečných torpédoborců třídy Wolf. Postavena byla nizozemskými loděnicemi s pomocí anglické loděnice Yarrow (ta byla v té době největším stavitelem torpédoborců na světě). Vyvinuty byly na základě britského prototypu HMS Ambuscade. Kanóny dodala švédská firma Bofors. Vylepšením bylo přidání průzkumného plovákového letadla. Na palubě nebyl katapult, takže letoun byl na hladinu spuštěn jeřábem.
Celkem bylo postaveno osm jednotek této třídy. Tvořily dvě skupiny s mírně odlišnou konstrukcí. Do stavby se zapojily loděnice De Schelde ve Vlissingenu, Burgerhout v Rotterdamu a Fijenoord ve Schiedamu. Do služby byly přijaty byly v letech 1928–1931.
Jednotky třídy Admiralen:
| Jméno                                    | Loděnice   | Založení kýlu | Spuštěna           | Vstup do služby    | Osud |
| ---------------------------------------- | ---------- | ------------- | ------------------ | ------------------ | --- |
| Hr. Ms. Van Ghent (GT, ex De Ruyter, DR) | De Schelde | 1925          | 13. října 1926     | 31. května 1928    | Roku 1933 přejmenován, aby jméno mohl získat stejnojmenný křižník. Sloužil v Nizozemské východní Indii (NVI) jako součást sil pod velením admirála Karla Doormana. Dne 15. února 1942 najel v Karimatském průlivu na útes a byl opuštěn. Posádku převzal torpédoborec Hr. Ms. Banckert, který jej potopil dělostřelbou.                                                                                     |
| Hr. Ms. Evertsen (EV)                    | Burgerhout | 1925          | 29. prosince 1926  | 31. května 1928    | Sloužil v NVI. Dne 1. března 1942 byl bitvě v Sundském průlivu těžce poškozen japonskými torpédoborci Širakumo a Murakumo. Posádka s ním najela na mělčinu u ostrova Sebuku a zničila jej. |
| Hr. Ms. Kortenaer (KN)                   | Burgerhout | 1925          | 30. června 1927    | 3. září 1928       | Slouži v NVI. Dne 27. února 1942 byl potopen torpédem vypuštěným z těžkého křižníku Haguro během bitvy v Jávském moři. |
| Hr. Ms. Piet Hein (PH)                   | Burgerhout | 1925          | 2. dubna 1927      | 25. ledna 1928     | Sloužil v NVI. Dne 19. února 1942 potopen torpédem vypuštěným japonským torpédoborcem Asašio v bitvě v Badungském průlivu. |
| Hr. Ms. Van Galen (VG)                   | Fijenoord  | 1927          | 28. června 1928    | 22. října 1929     | Na začátku druhé světové války se nacházel v Nizozemsku. Účastnil se obrany Rotterdamu, kde byl 10. května 1940 potopen německým náletem. |
| Hr. Ms. Witte de With (WW)               | Fijenoord  | 1927          | 12. září 1928      | 20. února 1930     | Sloužil v NVI. Po bitvě v Jávském moři doprovázel poškozený křižník HMS Exeter (68). Přitom byl 1. března 1942 poškozen japonskými letadly a druhý den potopen. |
| Hr. Ms. Banckert (BK)                    | Burgerhout | 1928          | 14. listopadu 1929 | 14. listopadu 1930 | Sloužil v NVI. Kvůli poškození japonskými bombardéry nebyl schopen uniknout před postupujícími Japonci. Dne 2. března 1942 byl potopen v přístavu Surabaya. Japonci byl vyzvednut a 20. dubna 1944 zařazen do císařského námořnictva jako hlídkový člun č. 106 (第106号哨戒艇 Dai-106-gó šókaitei). Opravy ale nebyly zcela dokončeny. Po válce byl vrácen Holandsku a v září 1949 potopen jako cvičný cíl. |
| Hr. Ms. Van Nes (VN)                     | Burgerhout | 1928          | 20. března 1930    | 12. března 1931    | Sloužil v NVI. Dne 17. února 1942 byl při doprovodu transportní lodě Sloet van de Beele potopen letadly z japonské letadlové lodě Rjúdžó. |

## Konstrukce

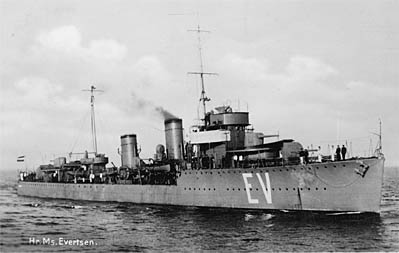
Hr. Ms. Evertsen

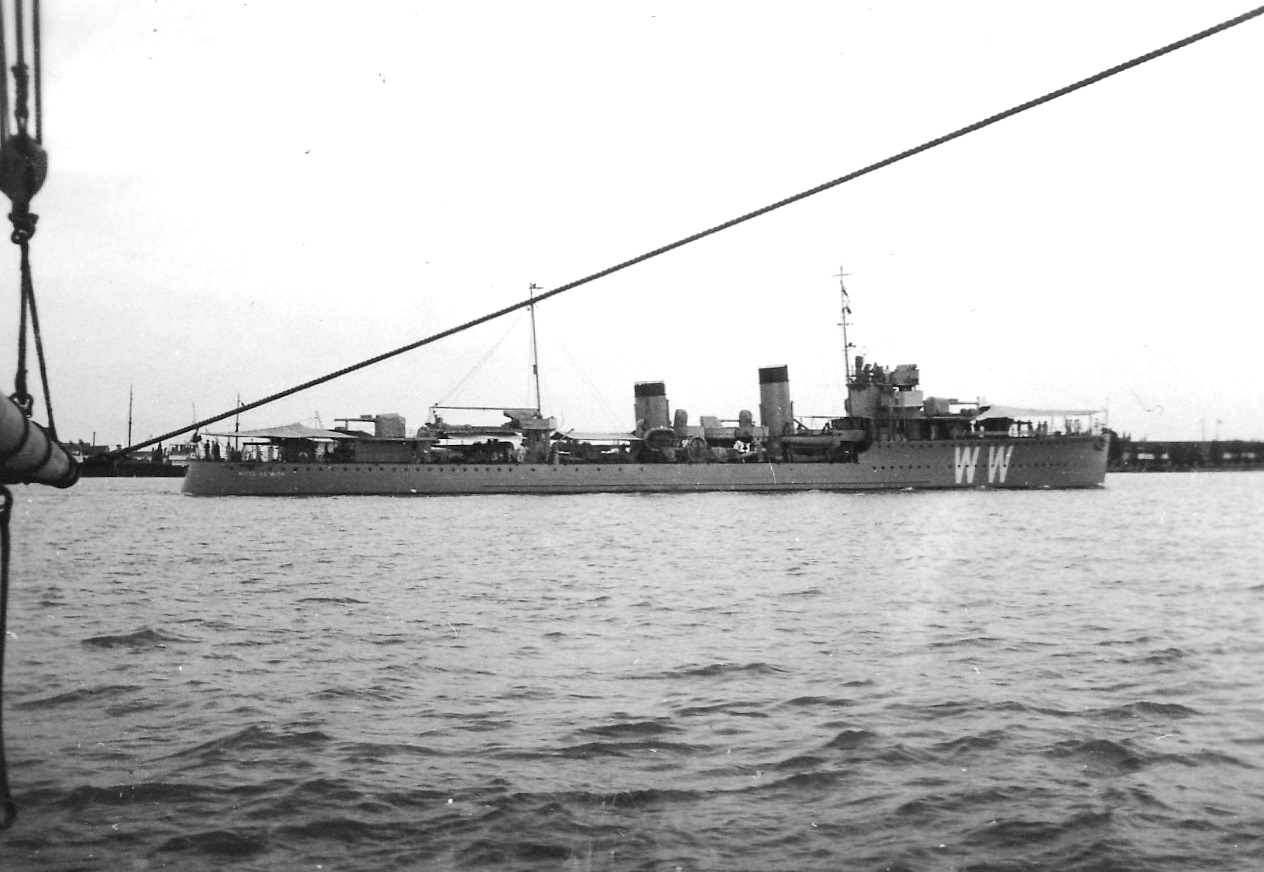
Hr. Ms. Witte de With

### První skupina (Van Ghent)
Výzbroj tvořily čtyři 120mm kanóny, dva 75mm kanóny, čtyři 12,7mm kulomety a dva trojité 533mm torpédomety. Dále byly vyzbrojeny čtyřmi vrhači hlubinných pum a unesly až 32 námořních min. Pohonný systém tvořily tři kotle Yarrow a dvě parní turbíny Parsons o výkonu 31 000 hp, pohánějící dva lodní šrouby. Nejvyšší rychlost dosahovala 36 uzlů. Dosah byl 3200 námořních mil při rychlosti 15 uzlů.

### Druhá skupina (Van Galen)
Torpédoborce druhé skupiny se lišily zejména vylepšenými kotly a zásobou paliva zvětšenou o 30 tun. Dosah se zvětšil na 3300 námořních mil při rychlosti 15 uzlů. Modifikovanou výzbroj tvořily čtyři 120mm kanóny, jeden 75mm kanón, čtyři 40mm kanóny, čtyři 12,7mm kulomety a šest 533mm torpédometů. Zachovány zůstaly také vrhače hlubinných pum.